# Universidad de Bristol
La Universidad de Brístol (en inglés: University of Bristol; lat.: Universitas Bristoliensis) es una universidad pública del Reino Unido situada en la ciudad de Brístol. Fue fundada en 1876 bajo el nombre de University College of Bristol y reconocida oficialmente el año 1909.
La universidad está organizada en seis facultades compuestas por múltiples escuelas y departamentos que imparten más de 200 cursos de pregrado. Está situada en el área de Clifton junto a tres de sus edificios de residencias estudiantiles. Las otras seis residencias se encuentran en el suburbio de Stoke Bishop. La Universidad de Bristol tiene un total de ingresos que en 2014 ascendió a 530.9 millones de libras esterlinas, de los cuales 148.4 millones correspondieron a contratos de investigación.
La Universidad de Bristol se ubica como la número 11 del Reino Unido en investigación de acuerdo a la evaluación hecha en 2014 por el Research Excellence Framework (REF). Está posicionada en el número 37 del mundo por el ranking QS World University Rankings para el año 2015-16 y los rankings THE y ARWU la ubican entre las diez mejores del Reino Unido. Es una institución altamente selectiva de sus estudiantes, en la Facultad de Ciencias existe un promedio de 6.4 postulantes por cada cupo en las carreras de pregrado mientras que en la Facultad de Medicina el número se eleva a 13.1 postulantes por cada cupo.
Entre los actuales académicos de la institución se cuentan 21 miembros de la Academia de Ciencias Médicas, 13 miembros de la Academia Británica, 13 miembros de la Real Academia de Ingeniería y 44 miembros de la Royal Society. Además la universidad es asociada con doce ganadores del Premio Nobel a lo largo de su historia como Paul Dirac, Sir William Ramsay, Cecil Frank Powell, Sir Winston Churchill, Dorothy Hodgkin, Hans Albrecht Bethe, Max Delbrück, Gerhard Herzberg, Sir Nevill Francis Mott, Harold Pinter, Jean-Marie Gustave Le Clézio y Angus Deaton.
La Universidad de Bristol es miembro del Russell Group compuesto por universidades británicas dedicadas a la investigación intensiva, de la asociación europea Coimbra la cual el vicecanciller previo de la universidad, Eric Thomas encabezó desde 2005 a 2007.

## Historia

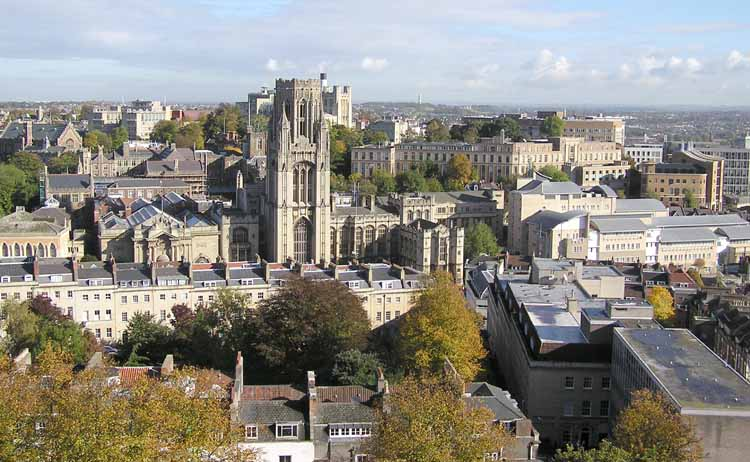
Campus de la universidad en el centro de la ciudad con el Wills Memorial Building a la izquierda del centro de la imagen. Imagen tomada desde la Cabot Tower.

La fundación de la Universidad de Brístol se remonta al año 1876 en Brístol, con el nombre de University College of Bristol, por aquel entonces una delegación de la Universidad de Londres. Fue sobre todo gracias a los esfuerzos educativos y financieros del hombre de negocios y empresario de Brístol, Henry Overton Wills que ese centro educativo consiguió el 4 de diciembre de 1909 de la mano de Eduardo VII, el estatus de universidad. Wills fue el primer canciller de la universidad y el edificio Wills Memorial Building se dedicó a su persona, una torre emblemática en la ciudad. 
A diferencia de las universidades elitistas inglesas de la época, la universidad de Bristol pertenece a una serie de universidades victorianas y civiles, que fomentaron una formación técnica y de la persona según la especialidad. La universidad solo contaba entonces con las facultades de medicina e ingeniería. Hoy en día la universidad goza de buena fama, en especial en geografía y en las distintas ramas de ingeniería. En el ámbito de la biomedicina, cabe destacar la colaboración en el proyecto UK10K, junto con otras instituciones académicas y de investigación, incluyendo el Consejo Superior de Investigación Médica del Departamento de Salud de Reino Unido, King's College de Londres y Wellcome Trust Sanger Institute. Este proyecto recibió un premio de £ 10,5 millones de financiación de la Wellcome Trust en marzo de 2010 y la secuenciación comenzó a finales de 2010.

## Facultades

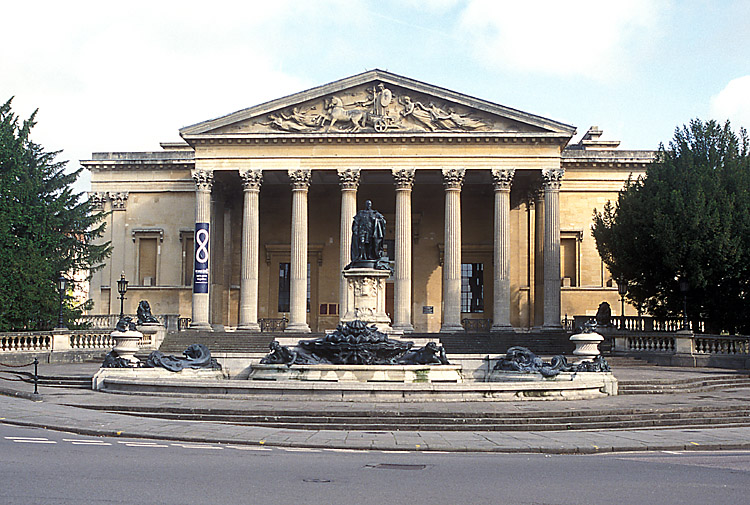
Las denominadas Victoria Rooms en 1845 albergan hoy al departamento de música de la facultad de arte.

La Universidad de Brístol está integrada por seis facultades con un total de 45 departamentos especializados y 15 centros de investigación.
- Facultad de Arte (Arts)
- Facultad de Ingeniería (Engineering)
- Facultad de Medicina & Ortodoncia (Medicine and Dentistry)
- Facultad de Medicina & Veterinaria (Medical and Veterinary Sciences)
- Facultad de Ciencias Naturales (Sciences)
- Facultad de Ciencias Sociales & Derecho (Social Sciences and Law)

## Profesores y alumnos célebres

### Profesores
- Michael Berry, profesor de física matemática
- Derek Briggs
- Patricia M. Broadfoot
- Winston Churchill, (rector, no propiamente profesor, entre 1929 y 1965)
- Juan Ignacio Cirac Sasturain
- Michael A. Epstein
- Richard J. Harrison, arqueólogo conocido por sus estudios en la Edad del Cobre y la Edad del Bronce en España y Portugal
- John Lennard-Jones
- David May
- Alfred Marshall
- Alice Roberts
- George Oikonomou, cofundador de contiki-ng.

### Alumnos
- Hans Bethe, (fellow)
- A.G.E. Blake, escritor
- James Blunt
- Angela Carter
- Julius Carlebach
- Katy Carmichael
- Linda Colley, historiadora prominente, actualmente en la Universidad de Princeton
- Richard Dalitz
- Paul Dirac
- Adrian Franklin, professor de Sociología, Universidad de Tasmania
- Elaine Graham, professor de Social and Pastoral Theology, Universidad de Mánchester
- Dick King-Smith
- María Guinand
- Jack Harries
- Jason Isaacs
- Matt Lucas
- Pearlette Louisy
- Irving Hexham, professor de Estudios Religiosos, Universidad de Calgary
- Bill MacMillan, vicerrector de la Universidad de East Anglia
- Steven Mead
- John Metcalf, editor del Canadian Notes and Queries
- Nancy Millis, rectora de la Universidad La Trobe, Australia
- Nevill F. Mott
- Donald H. Perkins
- Cecil Powell
- William Ramsay
- David William Rhind, vicerrector de la Universidad de la City de Londres[12]
- Brian Rotman, autor (con G. T. Kneebone) de Theory of Sets and Transfinite Numbers
- Ian Shapiro, Sterling Professor of Political Science, Universidad de Yale
- Alastair Summerlee, presidente de la Universidad de Guelph, Canadá
- Richard Sykes, rector del Imperial College; anteriormente Chairman de GlaxoSmithKline
- Joe Alwyn, actor en El Favorito